# Hoarda Bugeacului

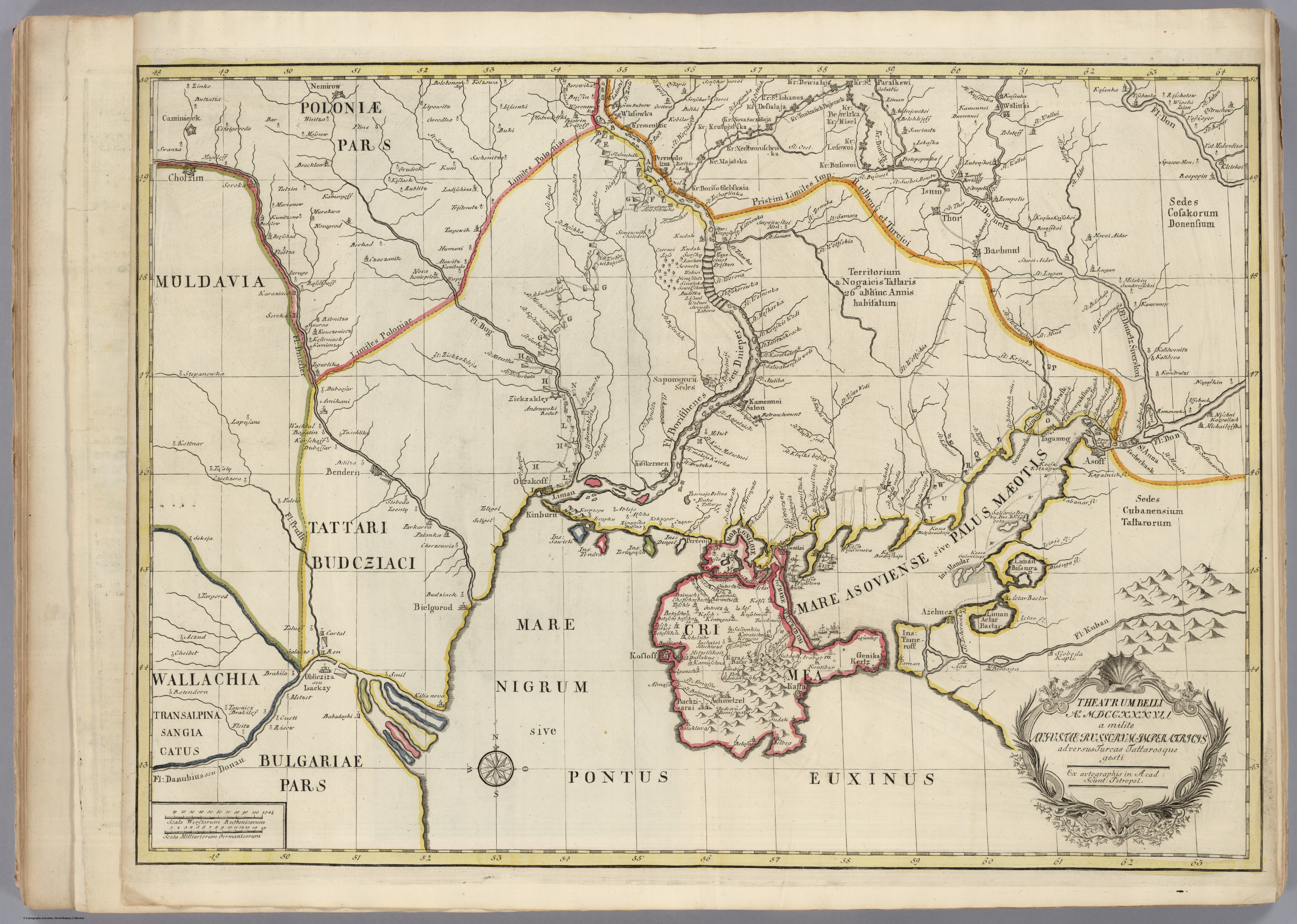
Harta Nordului Mării Negre și teritoriul locuit de tătarii din Bugeac la începutul secolului al XVIII-lea

Hoarda de Bugeac a fost o hoardă tătarărească ce a existat de-a lungul secolelor XVI și XVIII în sudul Basarabiei, aflându-se într-o stare de dependență față de Hanatul Crimeii și Imperiul Otoman.

## Istorie
Tătarii nogai au apărut în Bugeac după campania sultanului Baiazid al II-lea împotriva principatului Moldovei în 1484, atunci partea sudică a interfluviului Pruto-Nistrean după o rezistență înverșunată din partea domnitorului Ștefan cel Mare. Regiunea a fost ocupată și inclusă în componența sangeacului Silistra a Imperiului Otoman. O parte din teritoriu a fost acordat Hanului de Crimeea, care a stabilit aici supușii săi, tătari și nogai aduși din stepele nord-caucaziene. Hoarda a atins înflorirea în secolul al XVII-lea, atunci când de asemenea, un număr considerabil de turcici s-au stabilit aici, fugind din calea calmâcilor ce invadaseră stepele Astrahanului. Ca urmare a interacțiunii celor două grupuri (tătari și nogai) au apărut tătarii bugeaceni, cunoscuți mai târziu sub numele de Tătari dunăreni. Între principatul Moldovei, Creștin pe de-o parte și nogaii musulmani pe de alta au existat un număr mare de conflicte de frontieră, în ciuda faptului că ambele erau vasale ai Imperiului Otoman.
Hoarda cutreiera stepele din sudul Moldovei între gurile Nistrului și Dunării, având o populație estimată la 20,000 - 30,000 de persoane.
Principala activitate economică a nogailor constituia creșterea vitelor. Profituri mari le aducea comerțul cu prizonieri, de aceea hoarda constant ataca Moldova, Polonia și spațiul nord-pontic. Începând cu anii 20 ai secolului al XVII-lea hoarda intră sub suzeranitatea Porții.
La sfârșitul secolului al XVIII-lea, sub presiunea noilor autorități ruse, nogaii au fost reîntorși înapoi în Caucazul de Nord, unii dintre ei devenind muhajiri, alții urmând hotarele otomane care tot mai mult se retrăgeau spre sud, s-au mutat trecând Dunărea, în Dobrogea, în care stapânirea turcă a durat până în 1878.